# João Drummond 2.º de Innerpeffray
João Drummond 2.º de Innerpeffray (c. 1486 - c. 1565) foi Forester de Strathearn, e tutor de David Lord Drummond durante sua minoria, e viveu na residência Drummond em Innerpeffray.
João Drummond era filho de João Drummond 1.º de Innerpeffray, chamado "Pálido João" (John Bane), e sua prima, filha de João Drummond de Coldoch. Sua irmã Sibila Drummmond foi amante de Jaime V da Escócia. Sua irmã mais nova, Isobel Drummond, casou-se com o laird Gordon de Buckie.
Ele se dava bem com seus enteados, Alexandre Gordon, que ficou em Innerpeffray em 1544 e 1548, e com o conde de Huntly. Era um defensor do interesse católico e francês na Escócia. Ele participou da reunião do conselho privado em St Andrews em 19 de dezembro de 1546, onde o cerco do Castelo de St Andrews foi debatido.